# Blacos
Blacos ist ein Ort und eine Gemeinde (municipio) mit nur noch 38 Einwohnern (Stand: 2024) im Zentrum der spanischen Provinz Soria in der Autonomen Gemeinschaft Kastilien-León. Der Ort gehört zur bevölkerungsarmen Serranía Celtibérica

## Lage und Klima
Der Ort Blacos liegt im Quellgebiet des Río Milanos im Zentrum der Provinz Soria in einer Höhe von ca. 995 m. Die Entfernung zur nordöstlich gelegenen Provinzhauptstadt Soria beträgt ca. 36 km (Fahrtstrecke), die Kleinstadt El Burgo de Osma liegt etwa 22 km südwestlich und der sehenswerte Ort Calatañazor ist nur gut 7 km in nordöstlicher Richtung entfernt. Das Klima ist wegen der Höhenlage eher gemäßigt; Regen (ca. 485 mm/Jahr) fällt hauptsächlich im Winterhalbjahr.

## Bevölkerungsentwicklung
| Jahr      | 1857 | 1900 | 1950 | 2000 | 2019 |
| Einwohner | 268  | 225  | 194  | 61   | 39   |

Die zunehmende Mechanisierung der Landwirtschaft sowie die Aufgabe von bäuerlichen Kleinbetrieben („Höfesterben“) und der daraus resultierende Verlust an Arbeitsplätzen haben in hohem Maße zu dem deutlichen Bevölkerungsrückgang seit der Mitte des 20. Jahrhunderts beigetragen (Landflucht).

## Wirtschaft
Die in früheren Zeiten überwiegend zum Zweck der Selbstversorgung betriebene Landwirtschaft bildet noch heute die Lebensgrundlage der Bevölkerung. In den umliegenden Wäldern wurde Holzkohle (carbón vegetal) hergestellt. Heute spielt der Tourismus in Form der Vermietung von Ferienwohnungen (casas rurales) eine nicht unbedeutende Rolle für die Einnahmen des Ortes.

## Geschichte

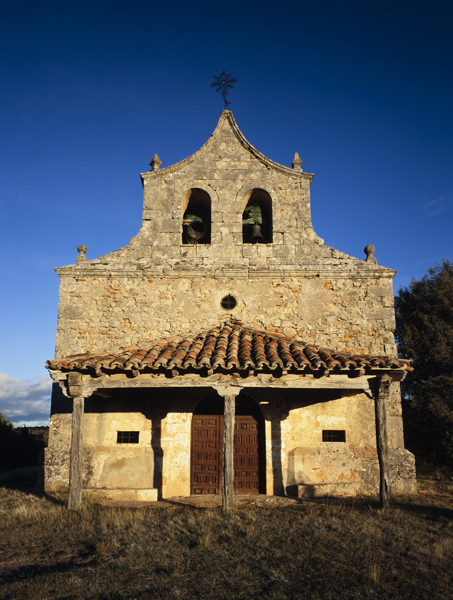
Blacos – Ermita de la Virgen del Valverde

Keltische, römische, westgotische und selbst maurische Spuren fehlen. Wahrscheinlich wurde das hochgelegene Gebiet bereits seit altersher als Sommerweide genutzt; die eigentliche Gründung des Ortes dürfte jedoch auf die Zeit nach der Rückeroberung (reconquista) und Neu- oder Wiederbesiedlung (repoblación) im 12./13. Jahrhundert zurückgehen.

## Sehenswürdigkeiten
- Im Ort stehen noch einige einfache Fachwerkhäuser mit Lehmfüllungen; einige haben ein offenes überdachtes Erdgeschoss.
- Die Kirche Santa María la Mayor hat romanische Ursprünge, doch stammt ihr heutiger Zustand aus dem 16./17. Jahrhundert. Ihre portallose Westfassade wird von einem zweigeteilten Glockengiebel (espadaña) mit dahinter liegender Glockenstube überragt. Das eigentliche Portal befindet sich auf der Südseite der einschiffigen Kirche.

Umgebung
- Die circa einen Kilometer südöstlich des Ortes gelegene und ebenfalls einschiffige Ermita de la Virgen del Valverde hat ein Vordach und einen leicht geschwungenen Glockengiebel über dem Westportal.